# 高橋弘次
高橋 弘次（たかはし こうじ、1934年11月20日 - 2023年5月20日）は、日本の仏教学者。浄土宗大本山金戒光明寺第74世法主。佛教大学元学長。

## 経歴
1934年、兵庫県神戸市で生まれた。佛教大学仏教学科を卒業後、大谷大学大学院文学研究科仏教学専攻に進んだ。
大学院を修了後、母校の佛教大学文学部助教授となった。後に教授昇格。1991年、学位論文『法然浄土教思想の研究』を佛教大学に提出して文学博士号を取得。学長を務めた。
宗門においては、兵庫県尼崎市願生寺住職もつとめた。2007年6月20日に大本山金戒光明寺（京都市左京区）の第74世法主に推戴された。
2023年5月20日、肺炎のため死去。88歳没。

## 著作
著書
- 『法然浄土教の諸問題』山喜房仏書林 1994
- 『法然の宗教：万民救済の原理』(浄土選書 32) 浄土宗 2004
- 『仏教余談』山喜房佛書林 2004
- 『続法然浄土教の諸問題』山喜房佛書林 2005

編著・監修
- 『観無量寿佛経疏』四季社
- 『浄土宗読誦聖典』四季社 1999
- 『浄土宗戒名熟語法話ヒント事典』四季社 2000
- 『傍訳 選択本願念仏集』四季社 2001
- 『浄土宗勤行要典1分3分5分法話集成』四季社 2010
- 『傍訳 仏教経典大鑑』四季社 2011
- 『傍訳浄土信仰系譜大系』四季社 2011

論文
- CiNii>高橋弘次
- INBUDS>高橋弘次